# Enzenkirchen
Enzenkirchen ist eine Gemeinde in Oberösterreich im Bezirk Schärding im Innviertel mit 1780 Einwohnern (Stand 1. Jänner 2025).

## Geografie
Enzenkirchen liegt auf 373 m Höhe im Innviertel. Die Ausdehnung beträgt von Nord nach Süd 6,9 km, von West nach Ost 5,8 km. Die Gesamtfläche beträgt 23,3 km². 22,3 % der Fläche sind bewaldet, 70, % der Fläche sind landwirtschaftlich genutzt.

### Gemeindegliederung
Das Gemeindegebiet umfasst folgende 22 Ortschaften (in Klammern Einwohnerzahl Stand 1. Jänner 2025):
- Bimmersdorf (40)
- Enzenkirchen (688)
- Goldberg (46) samt Adlberg
- Hacking (26)
- Heitzing (65) samt Kreilheitzing und Oberheitzing
- Hintersberg (62)
- Jagern (142)
- Kenading (51)
- Kriegen (40)
- Landersberg (18)
- Matzing (90)
- Mühlwitraun (149)
- Oberantlang (5) samt Siegl
- Oberau (54) samt Gotthalm, Niederau und Ritzberg
- Oberhaigen (9)
- Oberleiten (11)
- Ratzenbach (73)
- Reiting (22)
- Ruprechtsberg (67)
- Schwarzenberg (38)
- Straßwitraun (43) samt Schwarzenbergerhäuseln
- Ungernberg (41) samt Götting

Die Gemeinde besteht aus den Katastralgemeinden Enzenkirchen, Jagern, Kenading und Matzing.
Die Gemeinde liegt im Gerichtsbezirk Schärding.

### Nachbargemeinden
| Diersbach  | Kopfing im Innkreis                         |                  |
| Sigharting | Kompassrose, die auf Nachbargemeinden zeigt | Natternbach (GR) |
| Andorf     | Raab                                        | St. Willibald    |

## Geschichte
Seit Gründung des Herzogtums Bayern war der Ort bis 1779 bayrisch. Eine Eigenkirche ist schon im 11. Jahrhundert nachgewiesen. Die heutige Pfarrkirche wurde um 1530 errichtet. Enzenkirchen kam nach dem Frieden von Teschen mit dem Innviertel (damals Innbaiern) zu Österreich. Während der Napoleonischen Kriege wieder kurz bayrisch, gehört er seit 1814 endgültig zu Österreich ob der Enns.
Nach dem Anschluss Österreichs an das Deutsche Reich am 13. März 1938 gehörte der Ort zum Gau Oberdonau. 1945 erfolgte die Wiederherstellung Oberösterreichs.
Bis Ende 2002 gehörte die Gemeinde zum Gerichtsbezirk Raab, nach dessen Auflösung wurde sie dem Gerichtsbezirk Schärding zugewiesen.
→ Burgstall Straßwitraun

### Einwohnerentwicklung
1991 hatte die Gemeinde laut Volkszählung 1.748 Einwohner, 2001 dann 1.755 Einwohner. Die Zunahme erfolgte trotz negativer Wanderungsbilanz (−61), da die Geburtenbilanz größer war (+68). Von 2001 bis 2011 kam die Abwanderung fast zum Erliegen (−4), sodass die Bevölkerungszahl auf 1.783 im Jahr 2011 anstieg.

## Kultur und Sehenswürdigkeiten

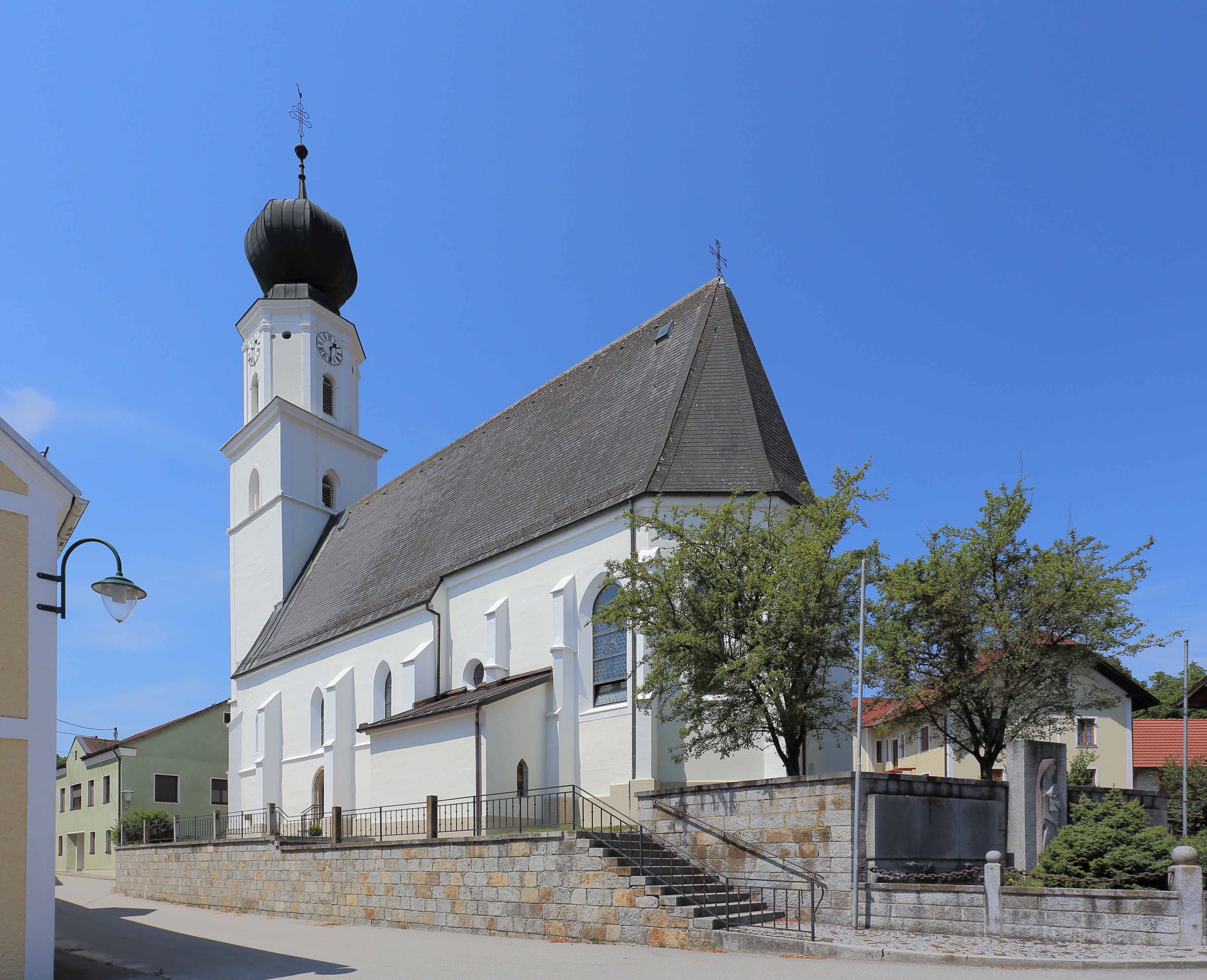
Pfarrkirche Enzenkirchen

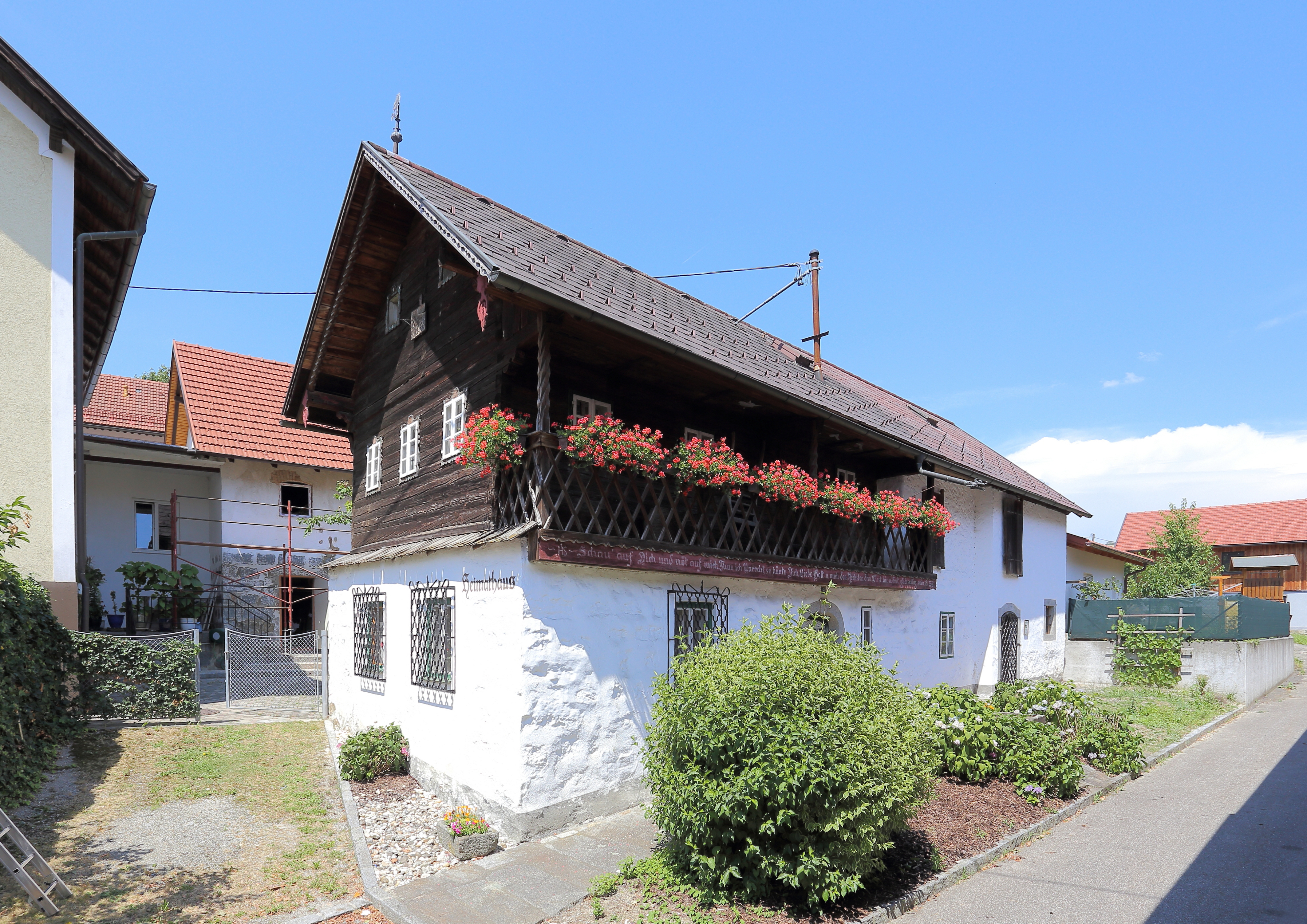
Heimathaus Enzenkirchen

- Katholische Pfarrkirche Enzenkirchen hl. Nikolaus
- Heimathaus: Das Heimatmuseum verdankt Enzenkirchen dem Kaufmann Richard Eichinger, der nach seiner Ernennung zum Ehrenbürger von Enzenkirchen im Jahr 1986 sowohl das Mesnerhaus genannte Elternhaus seiner 1983 verstorbenen Gattin Anna Eichinger als auch seine nun hier ausgestellten Sammlungen der Gemeinde schenkte. Einen großen Teil der Objekte der Volkskunst und des religiösen Brauchtums hat Anna Eichinger gesammelt. Das Haus ist in der Überlieferung auch als „Regenstall“ bekannt. Ein im Regen gefundenes und deshalb Regen genanntes Findelkind soll hier einmal seine Heimstatt gehabt haben. 1994 wurde im Gemeinderat Enzenkirchen unter Bürgermeister Franz Hochegger beschlossen, die notwendigen Sanierungsarbeiten am Haus vornehmen zu lassen und, nach einer Inventarisierung des Ausstellungsgutes (Unterlagen von Richard Eichinger waren nicht vorhanden), ein Heimathaus einzurichten. Neben den Fotos von Richard und Anna Eichinger finden sich dort u. a. noch Fotos der Schwestern von Anna Eichinger, die das Ehepaar bei seiner Sammlertätigkeit in bester Weise unterstützt haben.

## Wirtschaft und Infrastruktur

### Bildung
In Enzenkirchen gibt es einen Kindergarten und eine Volksschule.

### Vereine
- Fußballverein – Union Raika Enzenkirchen: Während der Saison 2006/2007 wurde für den Sportverein Enzenkirchen (Fußball und Tennis) ein neues Vereinsgebäude samt Tribüne errichtet. Dieses wurde im Sommer 2007 feierlich eröffnet und ist seit der Herbstsaison in Benützung. Sektionsleiter des Fußballvereines ist derzeit Robert Kleinpötzl mit seinen Stellvertretern Lukas Schmidseder und Demelbauer Andreas. Die Union Raika Enzenkirchen spielt derzeit in der 2. Klasse West-Nord des OÖFV.[4]

## Politik

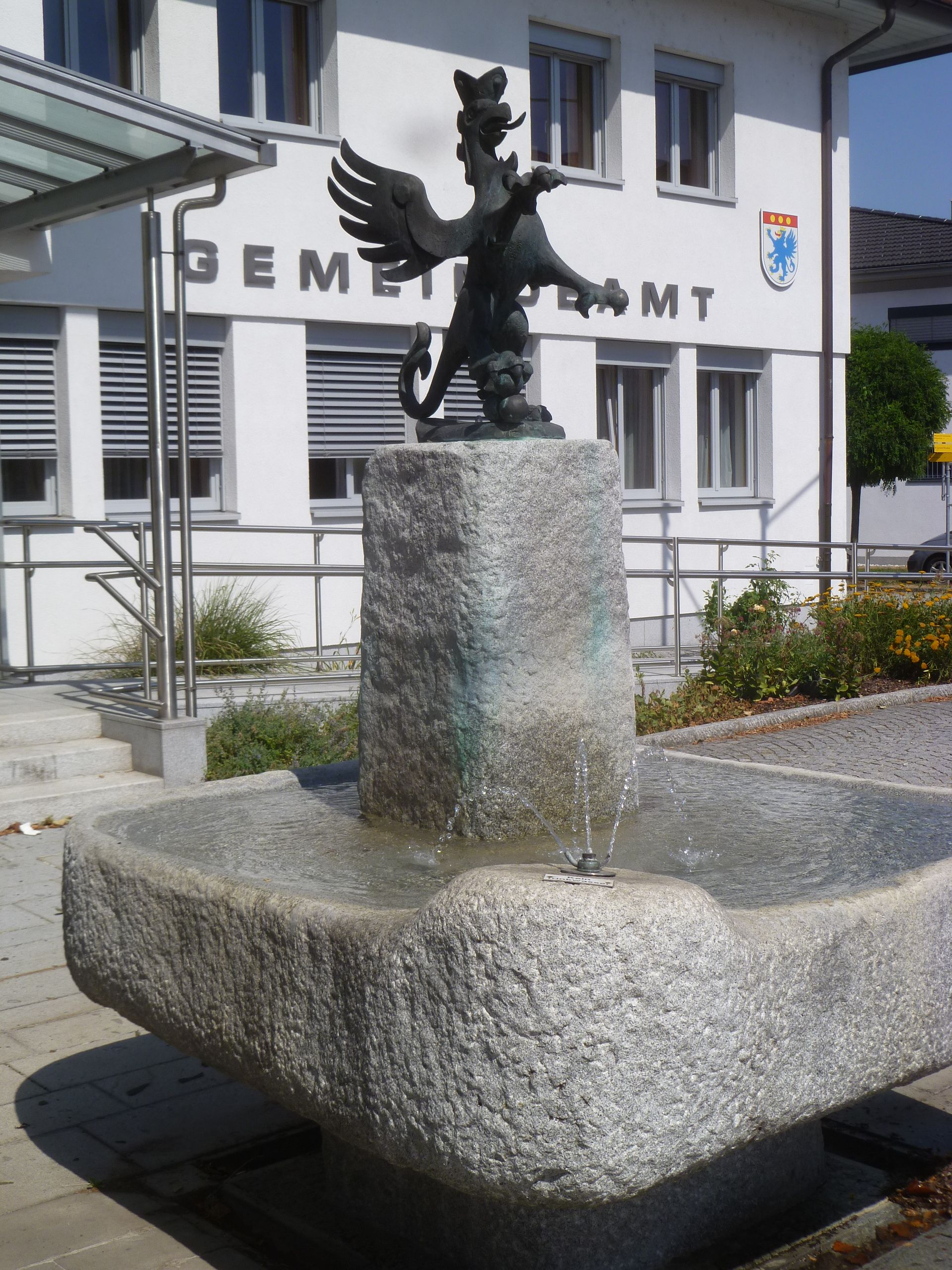
Gemeindeamt und Brunnen mit Marktwappen von Enzenkirchen

### Gemeinderat
Der Gemeinderat hat 19 Mitglieder.
- Mit den Gemeinderats- und Bürgermeisterwahlen in Oberösterreich 2021 hat der Gemeinderat folgende Verteilung: 9 ÖVP, 6 FPÖ und 4 SPÖ.[5]

### Bürgermeister
seit 1850:
- 1850–1858 Johann Stier
- 1858–1861 Johann Reitinger
- 1861–1862 Simon Knoll
- 1862–1864 Andreas Buchinger (?)
- 1864–1867 Franz Öhlinger
- 1867–1870 Jakob Mayer
- 1870–1873 Paul Mayer
- 1873–1876 Mathias Knoll
- 1876–1879 Josef Kindlinger
- 1879–1882 Josef Etzl
- 1882–1885 Johann Salletmaier
- 1885–1888 Matthias Zauner
- 1888–1891 Franz Grömer
- 1891–1894 Johann Schauer
- 1894–1897 Jakob Oberauer
- 1897–1900 Matthias Nöbauer
- 1900–1903 Alois Weidlinger
- 1903–1907 Josef Öhlinger
- 1907–1912 Paul Mayer
- 1912–1919 Karl Killingseder
- 1919–1922 Alois Weidlinger
- 1922–1924 Franz Killingseder
- 1924–1929 Johann Reitinger
- 1929–1935 Franz Killingseder
- 1935–1938 Paul Pichler
- 1938–1945 Josef Demelbauer
- 1945–1949 Matthias Stöger
- 1949–1973 Johann Reitinger
- 1973–1992 Johann Höller
- 1992–2019 Franz Hochegger (SPÖ)
- 2019–2021 Johann Starzengruber (SPÖ)
- seit 2021 Christian Gmundner (FPÖ)

### Wappen
Blasonierung: Unter rotem Schildhaupt, darin drei goldene Kugeln, in Silber ein blauer, goldbewehrter und gekrönter Greif mit roter Zunge. Gemeindefarben: Weiß-Blau.

## Persönlichkeiten

### Söhne und Töchter der Gemeinde
- Josef Moser (1870–1952), in Enzenkirchen geborener römisch-katholischer Geistlicher, Politiker und Abgeordneter zum Bundesrat
- Ferdinand Ertl (1877–1952), Gewerkschafter und Politiker der Deutschen Arbeiterpartei (DAP) und der Deutschen Nationalsozialistischen Arbeiterpartei (DNSAP)
- Karl Knechtelsdorfer (1907–1988), Arbeiterkammersekretär und Politiker (SPÖ)

### Mit der Gemeinde verbundene Persönlichkeiten
- Herbert Brödl (1949–2015), Filmregisseur, Autor und Produzent
- Karl Geroldinger (* 1960), Landesmusikschuldirektor von Oberösterreich, Kapellmeister des Musikvereines Enzenkirchen[7]
- Arnulf Rainer (* 1929), Maler